# The Boston Globe
The Boston Globe – największy dziennik Bostonu i otaczającego miasto regionu Nowej Anglii, we wschodniej części Stanów Zjednoczonych. Jest większym z dwóch głównych dzienników Bostonu, z nakładem około 450 tys. egzemplarzy. Drugim dziennikiem jest Boston Herald. 
Gazeta założona w 1872 przez grupę sześciu biznesmenów bostońskich, przez pierwsze sto lat istnienia działała jako prywatna spółka. W 1973 przekształciła się w spółkę publiczną i weszła na giełdę pod nazwą Affiliated Publications. W 1993 spółka ta połączyła się z The New York Times Company, publikującą między innymi nowojorski dziennik The New York Times. „The Boston Globe” jest obecnie filią tej spółki.
Dziennikarze „The Boston Globe” odegrali znaczącą rolę w odkryciu skandalu seksualnego w Kościele rzymskokatolickim w latach 2001–2003, o czym opowiada m.in. nagrodzony dwoma Oscarami film Spotlight.